# L'Animalerie
L'Animalerie est un collectif hip-hop composé d'une vingtaine de personnes originaires de Lyon, qui se regroupent autour du beatmaker et chef de file Oster Lapwass. Le groupe ayant pour emblème l'étendard à la tête de lion, se définit plutôt comme un vaste rassemblement de rappeurs indépendants durant les années 2000 et compte de nombreux rappeurs dont Lucio Bukowski. Tous ont pour point commun de réaliser eux-mêmes leurs chansons et produisent des vidéos homemade (fait maison), ces derniers peuvent compter sur l'entraide qui règne dans leur groupe pour produire leurs musiques.

## Biographie

### Origine
Le groupe issu de Lyon place sa ville natale dans une nouvelle dimension culturelle, en s'imposant désormais dans le milieu du rap. Généralement pur produit parisien ou marseillais, le rap s'introduit à Lyon et offre à la ville des rappeurs locaux à l'envergure  nationale.

### Débuts
Tout commence au début des années 2000 lorsque Lapwass, jeune producteur, commence à enregistrer quelques musiques depuis son appartement. Son empreinte encore perceptible aujourd'hui transpire le vieux rap 'Old School' auquel il combine des arrangements plus modernes. Au fil du temps, Lapwass accueille de plus en plus de rappeurs, pour la plupart encore méconnus du grand public mais certains grands noms du rap sont passés par son appartement. Vald, certains membres du groupes 'L'Entourage' (Nekfeu, Alpha Wann, Doums), Demi Portion, Georgio sont entre autres venus chez Lapwass pour enregistrer quelques freestyles. Sans aucun moyen de production, Lapwass fait avec les moyens à sa disposition et enregistre une multitude de créations à l'aide de sa caméra qu'il met ensuite en ligne d'abord sur DailyMotion puis sur YouTube qui permet aux internautes de publier gratuitement leurs vidéos. Rapidement Lapwass commence à se créer une certaine notoriété dans le milieu du rap et ses vidéos connaissent un succès.

### La Plume et le brise glace
Il s'agit du nom qu'ont choisi Lucio Bukowski et Anton Serra pour l'un de leur album, le tout évidemment supervisé par Oster Lapwass. L'album est sorti le 6 avril 2015. Lucio Bukowski raffole du name dropping, une figure de style qui consiste à nommer un artiste pour renforcer la portée de sa punchline. L'album se compose au total de quinze pistes.

## Liste des membres
- Un producteur : Oster Lapwass
- Deux beatmakers : Haymaker et Milka
- Un guitariste: Baptiste Chambrion
- Un DJ: DJ Fly
- Seize interprètes: Ethor Skull, Kabok, Ilénazz, Lucio Bukowski, Nomad, Libann Style, 3ler, Jimbolo, Nadir, Hakan le Grand, Kacem Wapalek, Missak, Anton Serra, Kalam's, Eddy Woogie, Robse, Edggar, Nedelko
- Une chansonnière : Marie[3]